# 天保山
天保山（てんぽうざん）は、大阪府大阪市港区の天保山公園にある、人工的に土を積み上げて造られた山（築山）。

## 概要
標高4.53m（15尺）の築山。国土地理院発行の地形図に山名と共に掲載されており、山頂には二等三角点がある。大阪市ホームページ内では日本一低い山と記載があり、天保山山岳会でも日本一低い山としている（人工の山として）。しかし、2014年4月9日の国土地理院の調査で、日和山（宮城県仙台市）の標高が東日本大震災の影響で変化したことにより、日本で2番目に低い山となった。また、この山は大阪五低山の中の1座とされている。
自然物として一番低い山は、弁天山 (徳島市)である。

## 歴史

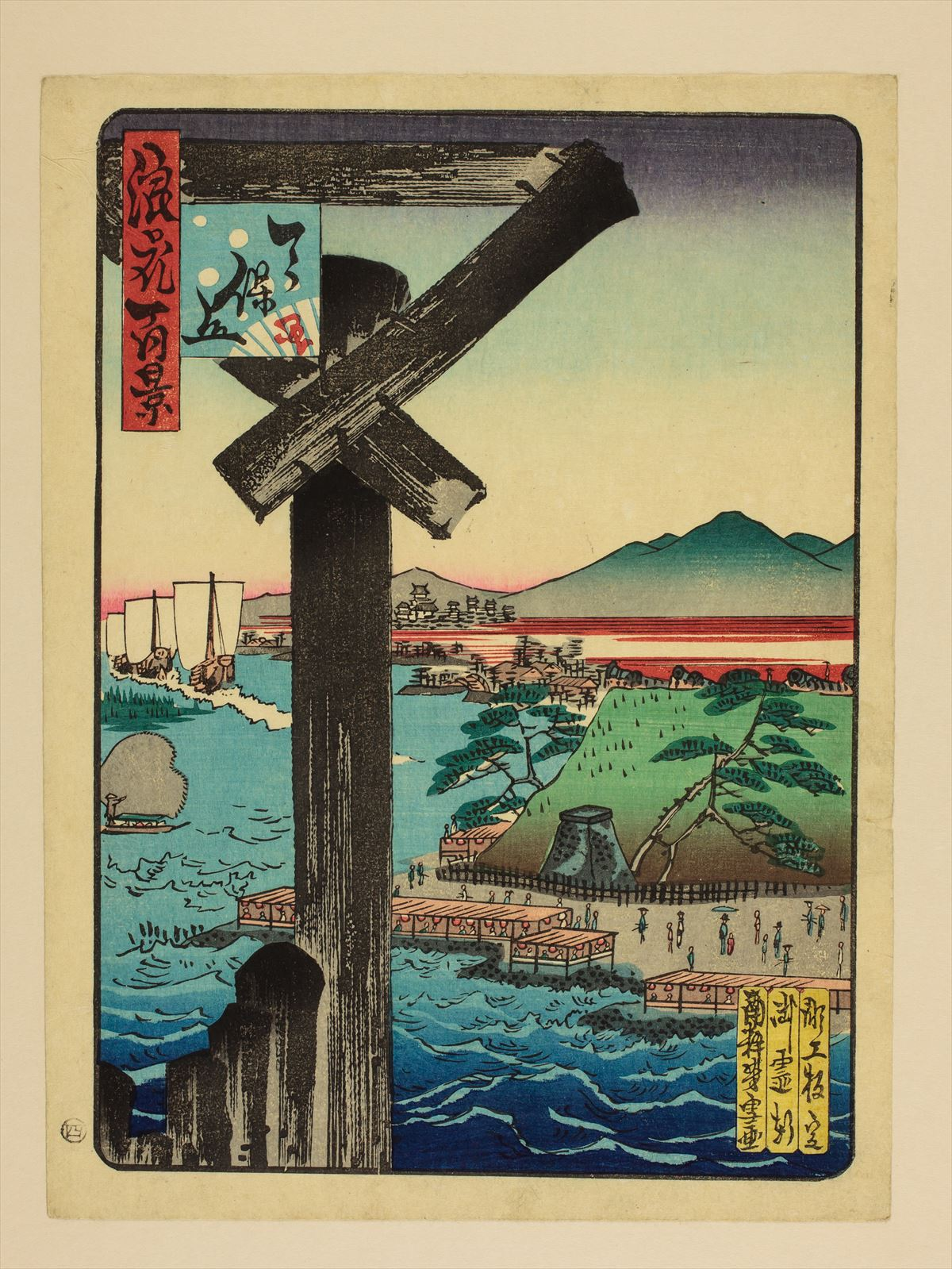
天保山 (浪花百景)
1800年代。南粋亭芳雪/画

### 1831年（天保2年）

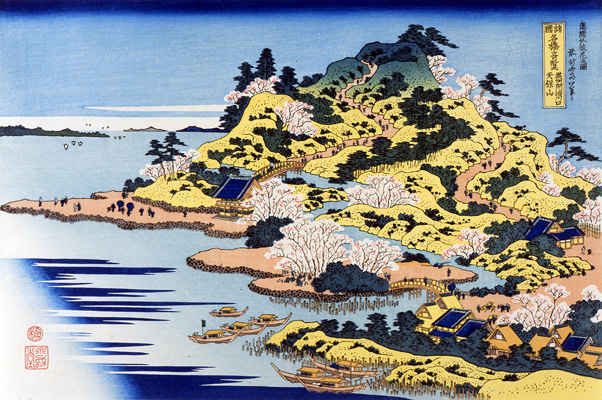
葛飾北斎の描いた天保山

木津川と並んで大阪湾から大坂市中へ遡る二大航路の一つであった安治川は、当時は淀川の本流に当たり、淀川が運ぶ大量の土砂を浚渫する必要が生じた。洪水防止と市中への大型船の入港をしやすくする目的で、1831年（天保2年）から約2年間、安治川では「天保の大川浚」と呼ばれる浚渫工事が行われた。
大坂町人の熱の入れようは相当なもので、大坂町奉行指揮の下、延べ10万人以上の労働力がつぎ込まれた浚渫工事は、工事自体がお祭り騒ぎだったと伝えられている。浚えられた土砂を安治川河口に積み上げられてできた築山は十間（約20m）ほどの高さがあり、安治川入港の目印とする意図があった。そのため当初は目印山（めじるしやま。目標山とも表記）と名づけられたが、のちに築かれた時の元号から天保山と称されるようになった。
また、この浚渫工事によって天保山の周囲に町が形成されていった。海岸べりに高灯籠（灯台）が設けられ、山には松や桜の木が植えられて茶店なども置かれ、大坂でも有数の行楽地となった。当時の舟遊びをする人々の姿は歌川広重などによって浮世絵に描かれている。江戸時代は大坂町奉行の直轄地だったが、1871年（明治4年）に西成郡天保町となった。
なお、安治川は1684年（貞享元年）に河村瑞賢によって九条島を開削してできた新川であり、このときの築山は波除山（なみよけさん）または瑞賢山（ずいけんさん）と呼ばれ、天保山ができるまでの安治川入港の目印だった。波除山は現存しないが、天保山の上流約3kmの地点に位置し、現在の港区弁天5丁目にある弁天東公園に波除山跡碑が立っている。

### 幕末 - 明治初期

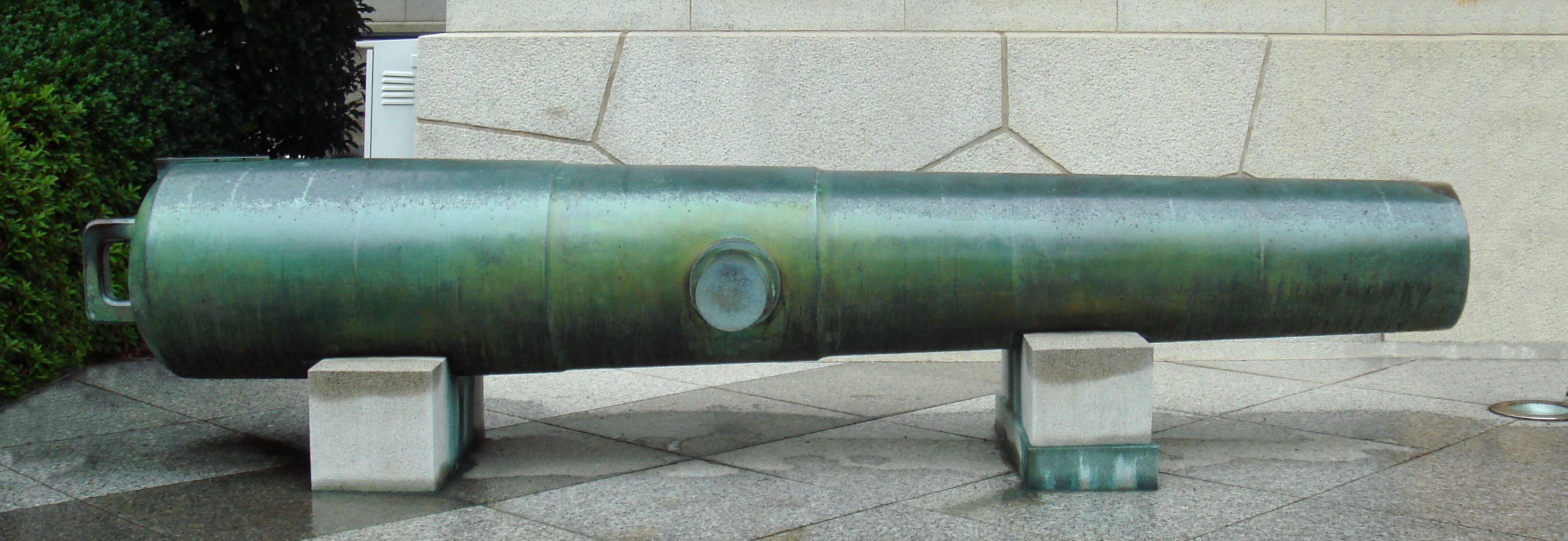
薩摩藩が鋳造し、天保山に設置された青銅製150ポンドカノン砲（遊就館蔵）

1854年（安政元年）にロシア帝国の軍艦ディアナ号が大坂沖に姿を見せ、艦長エフィム・プチャーチンは威圧的な態度で親善通商条約の締結交渉を要求したため、当時の大坂城代土屋寅直は近隣の各藩に命じて警護を固めさせると同時に河口を守る砲台を天保山に建設させた。そのため山土の削り取りが行われ、西洋式の城塞となった。しかし一度も実戦には使用されず、明治以降に廃棄され、跡地に洋風レンガ造りの灯台が設置された。砲台建設のために土砂が採取され、明治時代には7.2mとなった。

### 1888年（明治21年）以降
天保山一帯が近代的な公園として最初に整備されたのは1888年（明治21年）に遡るが、リゾートクラブと海水温浴場「海浜院」をメインとした天保山遊園が開設されるも長続きしなかった。現在の天保山公園は1958年（昭和33年）に開設されたものである。
1897年（明治30年）に天保町および川南村が大阪市へ編入され（大阪市第一次市域拡張）、難波津以来となる海港（海に面した港）の造成も開始され（大阪港第一次修築工事）、付近一帯は「築港」と呼ばれるようになった。
高度経済成長後、地下水のくみ上げで天保山周辺の地盤沈下が起こり、1971年（昭和46年）に7.1mだったのが、1977年（昭和52年）には4.7mまで標高が低下した。1993年（平成5年）以降では4.53mとなっている。1993年（平成5年）の地形図から山名が抹消されたが、地元からの要望によって1996年（平成8年）7月1日に再掲載された。2014年（平成26年）4月9日、国土地理院による調査により、仙台市にある山である日和山が東日本大震災以前より低い3mの標高で再認定されたことにより、2番目に低い山となった。

## 山岳会および山岳救助隊
1997年（平成9年）に発足した地元有志による山岳会が存在する。
1998年（平成10年）8月22日から、山岳会では登山後の希望者に対し登山証明書を有料で発行している。2018年（平成30年）7月末時点で5万8937枚の登山証明書が発行されている。
山岳会では山岳救助隊も結成されているが、2017年（平成29年）5月現在、救難要請は一度も出ていない。主な活動は山頂を越えた者への案内である。

## 天保山公園
天保山の周囲一帯は天保山公園となっている。高い防潮堤が公園を取り囲むように設けられており、公園内には見晴台のある丘など、山頂より高い場所が多数存在する（三角点から一歩離れた場所さえ、植え込みのために一段高くなっている）。
山頂の二等三角点隣には、明治天皇が1868年4月18日（慶応4年3月26日）に電流丸100馬力300トン（咸臨丸型）・万里丸・千歳丸・三邦丸・華陽丸・万年丸の六隻（合計2452トン）、フランス艦1隻で日本初の観艦式を行った行幸記念碑が立つ。
観艦式の様子を後年、岡田三郎助が絵画『大阪行幸諸藩軍艦御覧』として制作。聖徳記念絵画館に納めている。
公園奥には、大阪港第一次修築工事において尽力のあった西村捨三翁の銅像があるほか、公園入口両脇の防潮堤には上記の歌川広重等による江戸期の天保山舟遊びを描いた浮世絵が陶板に写されてはめ込まれている。
また天保山公園にある時計台は、1988年（昭和63年）に関西テレビ放送で放送されていた深夜番組『エンドレスナイト』の企画で設置し、大阪市に寄贈されたものである。

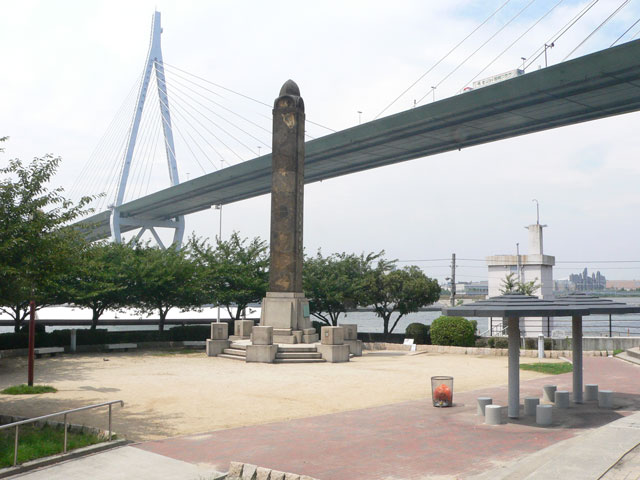
天保山公園と天保山大橋
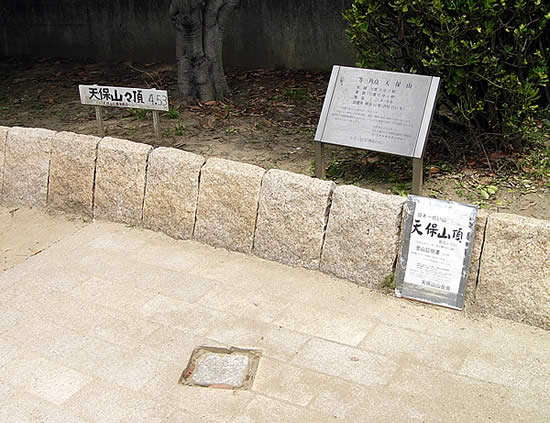
天保山山頂の二等三角点
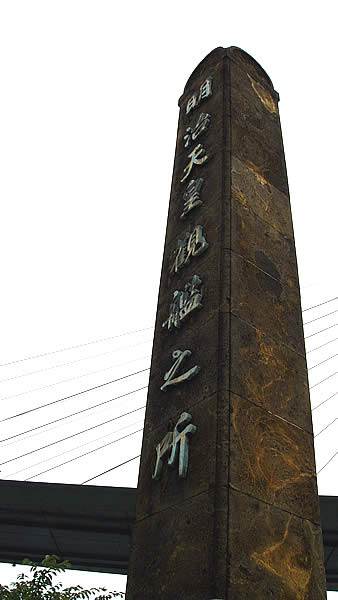
明治天皇行幸記念碑

## 周辺地域
- 天保山ハーバービレッジ
  - 天保山大観覧車
  - 海遊館
  - 天保山マーケットプレース
- 天保山客船ターミナル
- 天保山渡船 - 大阪市の公営渡船[2]

## 交通
- 鉄道

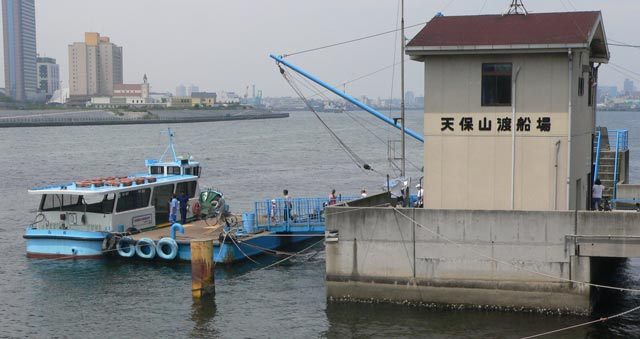
天保山渡船（大阪市港区築港-同此花区桜島）の築港乗り場

  - Osaka Metro中央線 - 大阪港駅下車後徒歩約10分
- バス
  - 大阪シティバス - 天保山ハーバービレッジおよび天保山バス停下車
  - 南海バス - 海遊館（天保山）バス停下車
  - 関西国際空港発リムジンバス（関西空港交通・近鉄バス・阪神バス） - 天保山（海遊館）バス停下車
- 船舶
  - 天保山渡船天保山渡 - 天保山渡船場[2]